# Prix Volney
Il "Prix Volney" è attribuito dall'Institut de France, creato nel 1795 per raggruppare cinque fra le più importanti accademie di Francia.

## Storia
Il Prix Volney fu creato nell'aprile del 1820 per incoraggiare lo studio della filologia. Questa prestigiosa ricompensa porta il nome del Conte Volney uno dei più illustri filosofi e orientalisti francesi del XVIII secolo. Morendo Volney legherà per testamento i fondi per la creazione di un premio il cui scopo sarà quello di "... stimolare e incoraggiare qualunque tipo di lavoro che ha lo scopo di sviluppare i metodi di trascrizione delle lingue asiatiche, utilizzando l'alfabeto europeo."
Il premio sarà assegnato per la prima volta dall'Académie des inscriptions et belles-lettres nel 1822, si trattava di una medaglia d'oro del valore di 1.200 franchi dell'epoca.
Nel 1841 la Commissione responsabile del premio, nella persona di Eugène Burnouf, indirizzerà il premio verso la filologia comparata. Il premio esiste da quasi 200 anni.

## Laureati del Prix Volney
- 1822 - A pari merito i tedeschi Schérer e Schleyermacher
- 1826 - de Schérer[4]
- 1828 - Nicolas Massias
- 1829 - Jean-Pierre Darrigol, Analyse raisonnée du Système Grammatical de la langue Basque
- 1831 - Eugène Burnouf[4]
- 1838 - Pierre-Étienne Du Ponceau (Peter Stephen Duponceau), Mémoire sur le système grammatical des langues de quelques nations Indiennes de l'Amérique du Nord
- 1839 - Theodor Benfey, Lexique des Racines Grecques
- 1841 - Jean-Bernard Mary-Lafon, Tableau historique et comparatif de la langue parlée dans le midi de la France et connue sous le nom de langue romano-provençale
- 1846 - Anders Johan Sjögren
- 1847 - Ernest Renan, Histoire Générale des Langues Sémitiques[5]
- 1850 - Albin de Chevallet, Études philologiques et historiques sur l'origine et la formation de la langue française
- 1851 - Salomon Munk, Notice sur Abul Walid Merwan ibn Djanah et d'autres grammairiens hébreux du Xe et du XIe siècles[6]
- 1854 - Heymann Steinthal Dialects chinois[7]
- 1857 - Comte Franc Miklošič, Vergleichende Formenlehre der slavischen Sprachen[8]
- 1859 - Johann Karl Eduard Buschmann, Langue des Aztèques
- 1860 - Adolphe Hanoteau, Grammaire de la langue tamachek[9]
- 1873 - Louis-Francis Meunier, Les Composés qui contiennent un verbe à un mode personnel en latin, en français, en italien et en espagnol
- 1876 - Robert Caesar Childers Un Dictionnaire de la langue Pali
- 1883 - Victor Henry (linguiste)
- 1898 - Antoine Meillet Recherches sur le génitif-accusatif en vieux slave[10]
- 1912 - Marcel Cohen, Le parler arabe des juifs d'Alger[11]
- 1917 - Gustave Guillaume, Le problème de l'article et sa solution dans la langue française[12]
- 1928 - Gustave Guillaume, Temps et verbe[13]
- 1829 - Darrigot, Chaque langue a son génie, son éloquence, sa poésie et ses talens particuliers
- 1945 - René Lafon, Le système du verbe basque au XVIe siècle et Le système des formes verbales à auxiliaire dans les principaux textes basques du XVIe siècle
- Antoine Grégoire, L'apprentissage du langage
- 1981 - Claude Hagège[14]
- 2001 - Francisco Queixalos, Nome, verbo e predicato in Sikuani (Colombia)[15]
- 2020 - Peter Nahon, Gascon et français chez les Israélites d’Aquitain[16]